# CenterPoint Energy
CenterPoint Energy ist ein US-amerikanischer Strom- und Gasnetzbetreiber mit Unternehmenssitz in der CenterPoint Energy Plaza in Houston, Texas. Das Unternehmen ist im Aktienindex S&P 500 und im Dow Jones Utility Average gelistet. CenterPoint Energy versorgt die US-amerikanischen Bundesstaaten Texas, Arkansas, Louisiana, Minnesota, Mississippi und Oklahoma mit Erdgas und Elektrizität.

## Geschichte
Im Jahr 1866 wurde die Houston Gas Light Company gegründet, um Gas aus Austernschalen und Kohle für Straßenlaternen in einem Küstendorf in Texas bereitzustellen.
1870 erhielt die Minneapolis Gas Light Co. eine Lizenz von der Stadt Minneapolis, um Gas aus Kohle und Öl zu produzieren. 1882 erhielt die Houston Electric Light & Power die Genehmigung des Houston City Council  Elektrizität aus Dampf, Erdgas und schließlich Kernenergie zu erzeugen. Sie ist der Vorgänger der heutigen CenterPoint Energy. 1905 wurde in Shreveport, Louisiana, das erste Franchise für die Verteilung von Erdgas an Geschäftsleute vergeben.
Diese drei Unternehmen fusionierten im Jahr 1990 zu NorAm Energy Corp und begannen 1995 mit dem Großvertrieb von Strom in den Vereinigten Staaten. NorAm Energy Management wurde für den Handel auf dem Einzelhandelsmarkt gegründet und die Geschäftsbereiche Gas wurden in NorAm Field Services ausgegliedert.
1997 fusionierte NorAm mit Houston Industries, der Muttergesellschaft der Houston Electric Light & Power, und wurde zu einem der größten Energieunternehmen der USA. 1999 erhielt das Unternehmen den Namen Reliant Energy, Inc. Nach der Umstrukturierung des Strommarktes in Texas 2002 spaltete das Unternehmen seine Einzelhandelsstromaktivitäten als Reliant Resources ab und verkaufte in den nächsten zwei Jahren seine Erzeugungsanlagen. Das verbleibende Unternehmen wurde in CenterPoint Energy  umbenannt, um seine zentrale Rolle widerzuspiegeln.
Im Jahr 2013 gab CenterPoint bekannt, dass es mit ArcLight Capital Partners und OGE Energy Corp. an einem 11 Milliarden Dollar zusammenarbeitete. Diese Partnerschaft kombinierte die Geschäftsbereiche Midstream von ArcLigth und OGE mit CenterPoints Pipelines und Dienstleistungen. 2018 vereinbarten CenterPoint und Vectren Corporation eine Fusion, welche 2019 vollzogen wurde. Damit erreichte das Unternehmen über 7 Millionen Kunden und etwa 9.000 Mitarbeiter. 2020 wurde CenterPoint Energy Services an Energy Capital Partners verkauft. Im Jahr 2021 kündigte das Unternehmen an, Umweltbeiträge in Höhe von 1 Million Euro an die The Nature Conservancy und die Arbor Day Foundation zu bezahlen. 2022 startete CenterPoint ein Projekt zur Herstellung von grünem Wasserstoff in Minnesota und wurde erneut von Newsweek als verantwortungsvolles Unternehmen ausgezeichnet, eine Auszeichnung, die es bereits 2021 erhalten hatte. Im folgenden Jahr kündigte es in einer Kooperation mit der Radisson Blu Mall of America die Installation von Kohlenstoffabscheidetechnologien an. Außerdem trat CenterPoint in eine Vereinbarung mit Oaktree Capital Management zum Verkauf der Energy System Group ein.